# Stjärnsund, Hattula

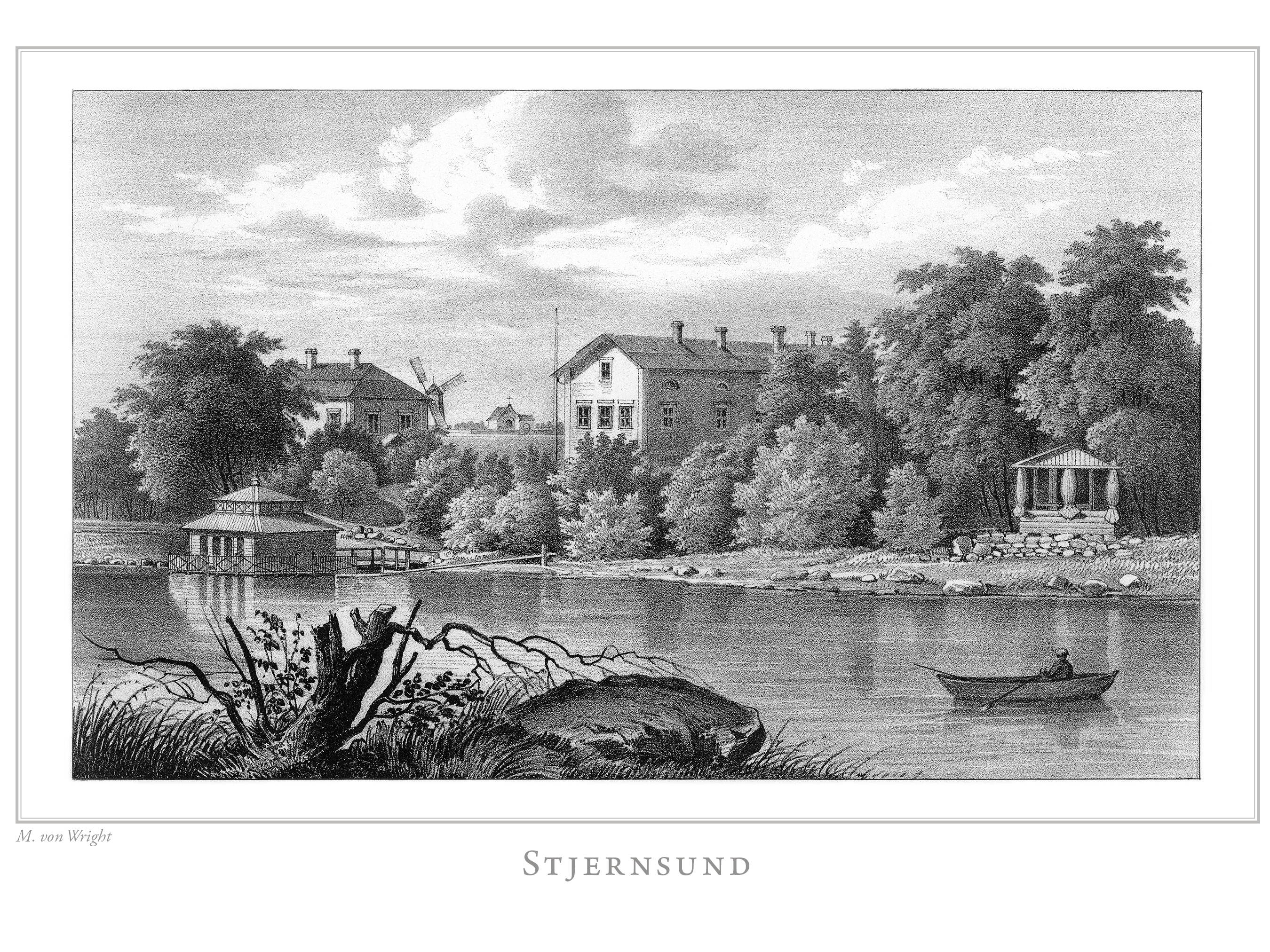
Litografi av Stjernsund i Finland framstäldt i teckningar utgiven 1845-1852.

Stjärnsunds säteri (finska: Lepaan kartano) är en finländsk gård i Stjärnsund i Tyrvändö i Hattula kommun i Egentliga Tavastland.
Stjärnsunds säteri anlades möjligen redan på 1200-talet. Den äldsta delen av huvudbyggnaden är från 1600-1700-talen. Den byggdes om i empirstil i början av 1800-talet. År 1820 köptes herrgården av köpmannen Heimburger från Sankt Petersburg. Efter hans död överläts godset till hans änka Maria, som gifte om sig med gårdsförvaltaren Karl Fredrik Packalén. Denne testamenterade säteriet till staten efter hustrun Marias död, med villkoret att en lantbruks- eller trädgårdsskola skulle inrättas på gården. Staten fick marken 1902. Lepaa trädgårdsskola grundades 1910 och de första studenterna började sina studier 1912.
I dag finns Tavastlands yrkeshögskolas utbildningar för miljö och trädgårdsodling i Stjärnsund. 
I Stjärnsund anordnas den årliga Lepaa-utställningen för trädgårdsodlare, som är den äldsta i Europa av sitt slag.